# Кокаревка (Воронежская область)
Кокаревка — хутор в Россошанском районе Воронежской области.
Входит в состав Новопостояловского сельского поселения.

## География

### Улицы
- ул. Гагарина
- ул. Железнодорожная
- ул. Линейная
- ул. Речная
- ул. Садовая
- пер. Тихий

## Население
| 2010 |
| ---- |
| 415  |

## Инфраструктура
- Сельское отделение почтовой связи, улица Речная, 9.